# Комсомольский сельсовет (Ставропольский край)
Комсомо́льский сельсове́т — упразднённое сельское поселение в составе Кировского района Ставропольского края Российской Федерации.
Административный центр — посёлок Комсомолец.

## География
Находился в центральной части Кировского района. Общая площадь территории — 90,5 км². Расстояние от административного центра муниципального образования до районного центра — 12 км.

## История
19 сентября 1991 года Президиум Ставропольского краевого Совета народных депутатов решил «Образовать в Кировском районе Фазанный сельсовет с центром в поселке Фазанный, выделив его из состава Комсомольского сельсовета этого же района».
С 1 мая 2017 года, на основании Закона Ставропольского края от 5 декабря 2016 года № 116-кз, все муниципальные образования Кировского муниципального района (городское поселение город Новопавловск, сельские поселения Горнозаводской сельсовет, Зольский сельсовет, Комсомольский сельсовет, станица Марьинская, Новосредненский сельсовет, Орловский сельсовет, Советский сельсовет, Старопавловский сельсовет, посёлок Фазанный) были преобразованы, путём их объединения, в Кировский городской округ.

## Население
| 1989  | 2002  | 2010  | 2011  | 2012  | 2013  |
| ----- | ----- | ----- | ----- | ----- | ----- |
| 3137  | ↗3731 | ↘3708 | ↗3816 | ↘3809 | ↘3799 |
| 2014  | 2015  | 2016  | 2017  |       |       |
| ↘3693 | ↘3673 | ↘3629 | ↗3641 |       |       |

### Национальный состав
По итогам переписи населения 2010 года на территории поселения проживали следующие национальности (национальности менее 1 %, см. в сноске к строке «Другие»):
| Национальность | Численность | Процент |
| -------------- | ----------- | ------- |
| Русские        | 3336        | 89,97   |
| Армяне         | 191         | 5,15    |
| Украинцы       | 52          | 1,40    |
| Другие         | 129         | 3,48    |
| Итого          | 3708        | 100,00  |

## Состав сельского поселения
До упразднения Комсомольского сельсовета в состав его территории входили 5 населённых пунктов:
| № | Населённый пункт | Тип населённого пункта          | Население |
| - | ---------------- | ------------------------------- | --------- |
| 1 | Грибной          | посёлок                         | ↘47       |
| 2 | Золка            | посёлок                         | ↗400      |
| 3 | Зольский Карьер  | посёлок                         | ↘2        |
| 4 | Камышовый        | посёлок                         | ↗200      |
| 5 | Комсомолец       | посёлок, административный центр | ↘3076     |

## Местное самоуправление
- Совет депутатов сельского поселения Комсомольский сельсовет (состоял из 10 депутатов, избираемых на муниципальных выборах по одномандатным избирательным округам сроком на 5 лет)[22]
- Администрация сельского поселения Комсомольский сельсовет[22]

Главы администрации
- с 8 октября 2006 года — Казанцева Наталья Михайловна, глава сельского поселения[22]

## Инфраструктура
- Дом культуры
- Строительная компания «Бастион»

## Образование
- Детский сад № 27 «Теремок»[23]
- Средняя общеобразовательная школа № 6
- Детская музыкальная школа